# María Araujo

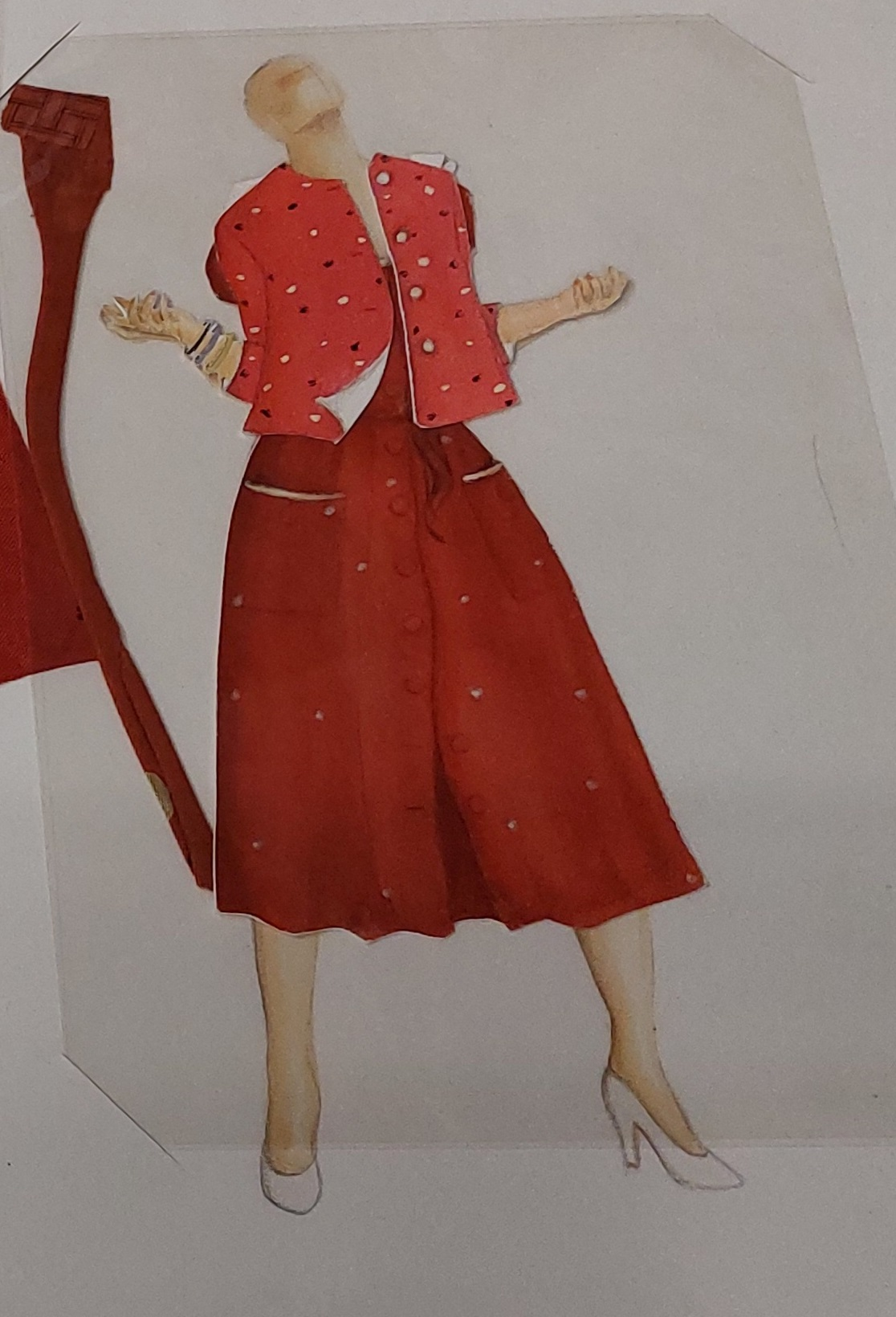
Figurins de Maria Araujo per a West Side Story (1966). MAE

María Araujo (La Aldea de San Nicolás, octubre de 1950 - Barcelona, 25 de març de 2020) fou una dissenyadora de vestuari i caracteritzadora de personatges per teatre, cinema i televisió. Va treballar amb directors com Mario Gas, Josep Maria Flotats, Carles Alfaro o Josep Maria Pou.
En cinema va treballar, entre d'altres, en les pel·lícules Serenata a la claror de la lluna, Mater amatísima, La cripta, La revolta dels ocells, Tic Tac, El pianista, Valentín, Iris i a la minisèrie de TV3 Arnau. La major part dels seus figurins, un total de 1.133, es conserven al Centre de Documentació i Museu de les Arts Escèniques. Es farien un total de 3 donacions de tota la seva vida professional a l’Institut del Teatre: L’any 2004 farà una donació de 1155 figurins que engloba la seva activitat fins a l'any 2004. L’any 2021, la seva amiga Montse Serra, farà una donació de la resta de figurins, a més d'altres materials com planimetries, quaderns de treball, fotografies de les obres, etc. d'obres datades entre els anys 1992 fins 2017. Es poden visualitzar a l'Escena Digital del MAE.
Va rebre Premis Max per Amadeus (1999) i El lindo don Diego (2014). El 2018 va rebre el seu tercer premi Max per Ricard III. Ha estat premiada en quatre ocasions per la crítica de Barcelona. El 1984 per Cal dir-ho?, el 1999 per Amadeus i Dones sàvies i el 2016 per Amor & Shakespeare. El 2008, 2010 i 2014 va obtenir també el Premi ADE de Figurisme per Tio Vania, El arte de la comedia i El lindo don Diego, respectivament, i el 2009 aconseguí el Premi Gran Via de Teatre Musical pels seus dissenys de Sweeney Todd. El 2017 va rebre un reconeixement al seu municipi.